# Cantón de La Costa Bermeja
El cantón de Costa Bermeja es una división administrativa francesa, situada en el departamento de los Pirineos Orientales y la región Occitania.

## Historia
El cantón fue creado por decreto 73/819 de 16 de agosto de 1973. Les comunas que lo compusieron provenían del Cantón de Argelès-sur-Mer.
Con ocasión de las elecciones departamentales de 2015, entró en vigor la nueva distribución departamental de los Pirineos Occidentales, y se modificó el perímetro del cantón.

## Composición
El cantón de Côte Vermeille agrupaba 4 comunas desde 1973 hasta 2015:
- Banyuls-sur-Mer
- Cerbère
- Collioure
- Port-Vendres (capital)

Sin embargo, a partir de 2015 el cantón también agrupa a:
- Argelès-sur-Mer (nueva capital desde 2015)
- Palau-del-vidre
- Saint-André

## Política
El actual consejero general del cantón de Côte Vermeille es Michel Moly, del Partido Socialista, que se hizo con la victoria en la segunda vuelta de las últimas elecciones cantonales, celebradas el 28 de marzo de 2004. Michel Moly, alcalde de Colliure, revalidó su escaño en la segunda vuelta de estos comicios con el 69,62% de los votos, derrotando a la candidata de la derecha, Louise Vila (UMP), que obtuvo el 30,38%.
El candidato del Bloc Català, Jack Falcon, no pudo pasar a la segunda vuelta al conseguir en la primera sólo 200 votos, es decir, el 2,81% de los sufragios, siendo pues el segundo candidato menos votado, superando únicamente al candidato de la extrema izquierda Stephane Goupil.